# Палеос Пантелеймонас
Палеос Пантелеймонас (на гръцки: Παλαιός Παντελεήμονας, катаревуса: Παντελεήμων, Панталеймон) е село в Егейска Македония, Гърция, дем Дион-Олимп в административна област Централна Македония.

## География
Селото се намира на 440 m надморска височина, на около 14 километра южно от Литохоро в планината Олимп.

## История
В края на XIX век Пантелеймонас е гръцко село в Катеринската каза на Османската империя. 
В 1913 година след Междусъюзническата война селото остава в Гърция. 
Населението традиционно се занимава със скотовъдство и с производство на картофи и жито.
В 60-те години жителите на селото се изделват в новото туристическо селище на морския бряг Неос Пантелеймонас.
| Година    | 1913 | 1920 | 1928 | 1940 | 1951 | 1961 | 1971 | 1981 | 1991 | 2001 | 2011 | 2021 |
| --------- | ---- | ---- | ---- | ---- | ---- | ---- | ---- | ---- | ---- | ---- | ---- | ---- |
| Население | 910  | 849  | 919  | 1158 | 997  | 929  | 77   | 4    | 86   | 34   | 11   | 40   |